# Katsuyuki Itakura
Katsuyuki Itakura (jap. 板倉 克行, Itakura Katsuyuki; * 1943 in China; † 10. Januar 2014) war ein japanischer Jazzpianist.
Itakura arbeitete seit 1962 als professioneller Musiker. Nach seiner Hinwendung zum Free Jazz trat er im Gaya-Club in Tokio mit Tetsu Saitō und Kazutoki Umezu auf; nach einem Soloalbum 1982 legte er 1984 das Album Honey Samba vor, mit Masao Fujikawa (Flöte), Osamu Honjyoh bzw. Shunsuke Mizuno (Bass) und Kyousei Maeno (Schlagzeug). Mit dem Sextett Bakumouso erforschte er die Musik von Erik Satie. Ab den 1990er-Jahren trat er in Japan und in den Vereinigten Staaten im Duo mit dem Saxophonisten Keshavan Maslak auf, zu hören auf den Alben Live & Around: Play Satie II (1993) Excuse Me, Mr. Satie (Leo Records, 1994) und noch 2001 auf April in Japan und Tokyo Is Now, erweitert zum Trio mit Sabu Toyozumi. 2005 entstand im Trio mit Blaise Siwula und Ryusaku Ikezawa der Livemitschnitt Big Hearts. In den 2000er-Jahren spielte er des Weiteren mit Yutaka Kaido, Masao Tajima, Ryousuke Hino und Takayuki Kato. Im Bereich des Jazz war er Tom Lord zufolge von 1993 bis 2005 an zehn Aufnahmesessions beteiligt.